# Benjamin Steffen
Benjamin Steffen (Basilea, 8 de marzo de 1982) es un deportista suizo que compite en esgrima, especialista en la modalidad de espada. Su hermana gemela Tabea también compitió en esgrima.
Ganó seis medallas en el Campeonato Mundial de Esgrima entre los años 2011 y 2019, y seis medallas en el Campeonato Europeo de Esgrima entre los años 2004 y 2015.
Participó en dos Juegos Olímpicos de Verano, ocupando el cuarto lugar en Río de Janeiro 2016 (individual) y el octavo en Tokio 2020 (por equipos).

## Palmarés internacional
| Campeonato Mundial | Campeonato Mundial     | Campeonato Mundial | Campeonato Mundial |
| Año                | Lugar                  | Medalla            | Prueba             |
| ------------------ | ---------------------- | ------------------ | ------------------ |
| 2011               | Catania (Italia)       | Medalla de bronce  | Espada por equipos |
| 2014               | Kazán (Rusia)          | Medalla de bronce  | Espada por equipos |
| 2015               | Moscú (Rusia)          | Medalla de bronce  | Espada por equipos |
| 2017               | Leipzig (Alemania)     | Medalla de plata   | Espada por equipos |
| 2018               | Wuxi (China)           | Medalla de oro     | Espada por equipos |
| 2019               | Budapest (Hungría)     | Medalla de bronce  | Espada por equipos |
| Campeonato Europeo |                        |                    |                    |
| Año                | Lugar                  | Medalla            | Prueba             |
| 2004               | Copenhague (Dinamarca) | Medalla de oro     | Espada por equipos |
| 2009               | Plovdiv (Bulgaria)     | Medalla de plata   | Espada por equipos |
| 2012               | Legnano (Italia)       | Medalla de oro     | Espada por equipos |
| 2013               | Zagreb (Croacia)       | Medalla de oro     | Espada por equipos |
| 2014               | Estrasburgo (Francia)  | Medalla de oro     | Espada por equipos |
| 2015               | Montreux (Suiza)       | Medalla de bronce  | Espada por equipos |